# ガブリエル・スイス・ギムナジウム
ガブリエル・スイス・ギムナジウムは、1972年2月から1976年5月にかけて主に『別冊少女コミック』（小学館）に連載された漫画『ポーの一族』（萩尾望都）に登場する架空の学校の名称である。
『ポーの一族』の一篇で1973年3月から6月にかけて連載された「小鳥の巣」の主舞台で、1972年7月に掲載された「グレンスミスの日記」の冒頭とラストにも描かれている。また、1975年6月に掲載された「ランプトンは語る」にも一部登場する場面がある。
元々は1810年頃にガブリエル・スイス・フォン・フェルスハルムという領主が建てた城で、これを全寄宿制のギムナジウム（高等中学校）に改修したという設定となっている。

## 学校の全景
学校はドイツのケルン市の郊外南方の中洲に建てられており、最南端に教会があり、その北側の校庭をコの字型に校舎と寄宿舎が取り囲み、ちょうど教会の塔を舳先として波を分けて進む船のように見える。さらに、西側の川沿いの校舎正面よりやや教会寄りに正門と正門に渡る橋がある。川沿いの校舎には図書室があり、さらにその上階に張り出し窓がある。そこから見下ろすと正門の橋が見える。
中洲の北側は沼地帯で、校舎と沼地帯の間に温室がありマチアスという生徒が世話をしており、真紅のバラの「クリムソン・グローリー」や白バラ、アマリリス、パンジー、赤カブなどが植えられていた。ただし、5本あったクリムソン・グローリーはいずれも折られてしまった。

## 生徒
生徒数は1959年3月下旬時点で182名、これに2人の転入生エドガー・ポーツネルとアラン・トワイライトを合わせて184名になった。ただし、5月中旬の創立祭の日にマチアスが消滅するとともにエドガーとアランが転出したため181名となった。1959年秋の新学期から共学になることが決定している。
生徒の服装は、カッターシャツに紺青色のスーツ、エンジ色のリボンタイ、ひも付きの革靴というスタイルで、ベストの着用は可である。髪が長いと注意されることがあるが、注意を受けたキリアン・ブルンスウィッグが「切ります、国境がなくなれば」と言うだけで済んでおり、強制ではなく従わなくても処分を受けたりすることはない。起床後、礼拝への参列が義務付けられている。

## 創立祭と「魔の五月」
毎年5月中旬に創立祭が行われ、生徒の父兄を中心に多くの人が訪れる。生徒たちによる演劇が行われる他、聖堂横でバザーが開かれ、そこで売られているドーナツが名物で楽しみにしている人も多い。ただし、1957年と1958年には創立祭の前日にそれぞれ生徒の死亡事故が起きたため取りやめになり、1959年も創立祭当日に生徒の水死体が発見されたため中止になった。
1957年の事件は、創立祭の前日、ロビン・カーが張り出し窓から「ジュールヒア」と叫びながら川に落ちたもので、このときには下流のケルン市まで川をさらってみたが、死体は発見されなかった。
1958年の事件は、同じく創立祭の前日、校名と同じガブリエル・スイスという生徒が沼で溺れ水死したというもの。
そして1959年、創立祭の最中にロビン・カーの水死体が教会の塔の下、中洲の突端で発見された。また、創立祭が中止となった2日後、マチアスの上着が沼で発見されている。
生徒たちの間ではこれらの事件を総称して「魔の五月」と呼ばれ、父兄にまで伝わっている。

## 影響を受けた作品
『踊るギムナジウム』（森奈津子）　
著者が萩尾望都のギムナジウム物に挑戦した作品で、同作品で足が悪いミヒャエルが温室の手入れをしているのは、「小鳥の巣」で温室の手入れをするマチアスが足を痛めていることに由来する。